# Hammered
Hammered — шістнадцятий студійний альбом англійської групи Motörhead, який був випущений 9 квітня 2002 року.

## Композиції
1. Walk a Crooked Mile - 5:53
2. Down the Line - 4:23
3. Brave New World - 4:03
4. Voices from the War - 4:28
5. Mine All Mine - 4:12
6. Shut Your Mouth - 4:08
7. Kill the World - 3:39
8. Dr. Love - 3:49
9. No Remorse - 5:18
10. Red Raw - 4:04
11. Serial Killer - 1:45

## Склад
- Леммі Кілмістер - вокал
- Філ Кемпбелл - гітара
- Міккі Ді - ударні